# Пелсер, Йоп
Йозеф Йоаннес Леонардюс (Йоп) Пелсер (нидерл. Jozef Joannes Leonardus "Joop" Pelser; 17 марта 1892, Амстердам — 27 июля 1974, там же) — нидерландский футболист, игравший на позиции полузащитника. Один из четырёх братьев Пелсеров, выступавших за амстердамский «Аякс». Отец футболиста Харри Пелсера.
Сыграл свыше 200 матчей за «красно-белых», был капитаном команды, дважды становился чемпион Нидерландов и один раз выигрывал кубок страны. Является одним из четырёх известных игроков «Аякса», которые в годы Второй мировой войны сотрудничали с фашистами.

## Ранние годы
Йозеф Йоаннес Леонардюс Пелсер родился 17 марта 1892 года в пригороде Амстердама в районе Ньивер-Амстел. Он был третьим из шести детей Йоаннеса Арнолдюса Пелсера и его жены Хендрики Марии Слиф.
Помимо Йопа, в семье было ещё трое сыновей — Ян,  Адриан и Фонс, а также две дочери — Хендрика Вилхелмина Мария и Дина Хендрина Мария.

## Спортивная карьера
Все четверо братьев в начале XX-го века выступали за футбольный клуб «Холланд», базировавшийся на западе Амстердама, в районе Спарндаммербююрт. В 1908 году «Холланд» слился с амстердамским «Аякса», и многие игроки, включая братьев Пелсеров, стали игроками «Аякса». Сначала, Йоп выступал несколько лет за резервную команду амстердамцев. В 1911 году Йоп и Фонс были переведены в первую команду «Аякса».
27 мая 1917 года «Аякс» в финальном матче Кубка Нидерландов встретился с клубом ВСВ из города Велсена. Команда Джека Рейнолдса разгромила соперника со счётом 5:0, в той игре дублем отметился форвард Ринус Люкас, а также по одному мячу отличились Ян ван Дорт, Ян де Натрис и Тео Брокманн. Первый в истории «Аякса» Кубок Нидерландов был вручён капитану Йопу Пелсеру. Год спустя, Йоп выигрывает с «Аяксом» титул чемпионов страны.
В феврале 1924 года Йоп решает завершить свою футбольную карьеру. За «Аякс» Пелсер отыграл 194 матча. 9 декабря 1934 года Пелсер присутствовал на открытии нового стадиона «Аякса», получившего название «Де Мер». В 1938 году за заслуги перед «Аяксом» братья Йоп и Фонс были удостоены звания почётного члена клуба.

## Личная жизнь и работа
До 1914 года Йоп работал в качестве бухгалтера, но после начала Первой мировой войны потерял работу. После мобилизации он не смог найти достойную работу. Тем не менее вместе с братом Яном он попытался заработать на магазинах торгующих портсигарами, однако эта затея не оправдала всех ожиданий, как и следующая его работа — в сфере страхования. В возрасте 27 лет Йоп женился на Марии Йоханне Кат, дочери директора фабрики, которая была младше него на семь лет. Их брак был зарегистрирован 7 августа 1919 года в Амстердаме.
Жена Йопа, Мария, в конце тридцатых годов вступила в национал-социалистическое движение в Нидерландах. Годом позже, в 1939 году, туда вступил и сам Йоп, а также их сыновья, Ян и Харри. Йоп также работал в печально известной фирме «Липпман, Розенталь и Ко», создавшая специальный банк для евреев, располагавшийся в Амстердаме на улице Сарфатистрат. Банк принимал денежные средства, ценные бумаги и ценные вещи, а затем по специальной схеме имущество вкладчиков похищалось. Но проработав один год, Йоп был уволен из фирмы и посажен в тюрьму на два года, из-за того, что не сообщил начальству о нападении еврейской женщины на немецкого офицера, свидетелем которого он стал.
Сын Йопа, Харри, с 1939 года стал выступать в первой команде «Аякса» на позиции полузащитника. Второй сын Йопа, Ян, вступил в боевое подразделение «Ваффен-СС», он воевал на Восточном фронте, хотя его родители пытались уговорить его остаться дома, Ян вернулся лишь в 1943 году. Семья Пелсеров скрывалась, но вскоре Мария и Йоп были арестованы.
Из досье на Йопа Пелсера:
«Его репутация ужасна. Но особенно невыносимо, что он вносил свой вклад в разграбление счетов евреев и последующей конфискации их жилья, а также депортации евреев. Он также работал две недели охранником в «Холландсе Схаувбурге», где содержались евреи для последующей депортации».
В 1945 году Йоп был лишён почётного звания в «Аяксе».
В связи с деятельностью Пелсера в фирме «ЛиРо» и двухнедельной работе охранником в «Холландсе Схаувбурге», суд, 13 марта 1947 года, приговорил Йопа к лишению свободы на три года и три месяца.
3 июля 1974 года скончался брат Йопа, Фонс, а спустя двадцать четыре дня, 27 июля, умер и сам Йоп.

## Достижения
- Обладатель Кубка Нидерландов: 1917
- Чемпион Нидерландов: 1918, 1919